# Samuel Meisels
Samuel Meisels (geboren 9. Dezember 1877 in Przemyśl, Österreich-Ungarn; gestorben 5. Juni 1942 im Ghetto Izbica) war ein österreichischer Schriftsteller und Übersetzer.

## Leben
Samuel Meisels war jüdischer Abstammung. Er arbeitete in den Jahren 1903 bis 1914 als Redakteur für das Hamburger Israelitische Familienblatt und ab 1918 für Dr. Bloch’s Wochenschrift, die 1920 eingestellt wurde. Anschließend gründete er in Wien die jüdische Zeitschrift Die Neuzeit und arbeitete ab 1924 als freier Schriftsteller.
Im Jahr 1938 erblindete er und lebte im Israelitischen Blindeninstitut auf der Hohen Warte. Er wurde 1942 im Ghetto Izbica ermordet.
Er war mit Ettel Meisels, geborene Rapaport, verheiratet, welche 1941 im Ghetto Łódź ermordet wurde. Das Paar hatte zwei Töchter, Galia und Irma. Irma lebte nach 1945 in Tel Aviv.

## Werke
Zu seinen Arbeiten zählen Übersetzungen wie Scholem Alejchems (1859–1916) Stempenju, Aufsätze für Zeitungen und Zeitschriften, Schauspiele sowie Artikel für das Jüdische Lexikon. Selbständig erschienen seine West-östliche Miszellen (1908), Das Liebeslied (1919), Deutsche Klassiker im Ghetto (1922) und Judenköpfe (1926). In seinen Nachrichten erläuterte er die Rolle der deutschen Klassiker „im Geistesleben der osteuropäischen Judenheit“. Im Jahr 1935 erschien noch im Verwaltungsblatt des preußischen Landesverbandes Jüdischer Gemeinden sein Beitrag über Mose ben Maimon.
- Socialistisch oder zionistisch? Lösung einer Zeitfrage der Juden. Drohobycz 1898. Online-Ausgabe: Frankfurt am Main : Univ.-Bibliothek, 2009
- Kaddisch. Schauspiel in drei Aufzügen, in: Jahrbuch für jüdische Geschichte und Literatur, 1920, S. 102–145
- Die jüdische Abwehr. Antiapologetische Besinnungen. Wien: Die Neuzeit 1924 .  Online-Ausgabe, Frankfurt am Main : Univ.-Bibliothek, 2009